# Escut de Benifallim
L'escut de Benifallim és el símbol representatiu oficial de Benifallim, municipi del País Valencià, a la comarca de l'Alcoià. Té el següent blasonament:
| « | Escut quadrilong de punta redona, partit. Al primer quarter, en camp d'atzur, un castell d'or, maçonat i aclarit de sable. Al segon quarter, de gules, sembrat de creus planes d'argent. Al timbre una corona reial oberta. | » |

## Història
L'escut s'aprovà per Resolució del 18 de gener de 1999, del conseller de Presidència, publicada en el DOGV núm. 3.446, del 3 de març de 1999.
S'hi representen l'antic castell de Benifallim, documentat des del segle xiii, i les armes dels Cruïlles, antics senyors del poble i atorgadors de la primera carta pobla el 1316.